# Tara Reid

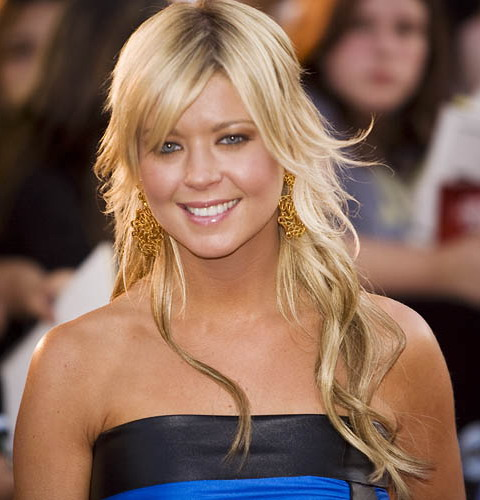
Tara Reid 2007.

Tara Donna Reid, född 8 november 1975 i Wyckoff i Bergen County, New Jersey, är en amerikansk skådespelare.
Tara Reid slog igenom i American Pie (1999) som Victoria, och var samma år med i filmen En djävulsk romans. Hon har även deltagit i elva avsnitt av TV-serien Scrubs (2003–2005) där hon spelar Danni Sullivan, Jordans syster.

## Filmografi
- 1987 – Salem's Lot - återkomsten
- 1994 – Saved by the Bell: The New Class (TV-serie) (ett avsnitt)
- 1995 – Våra bästa år (TV-serie) (fem avsnitt)
- 1996 – California Dreams (TV-serie) (ett avsnitt)
- 1998 – The Big Lebowski
- 1998 – Girl
- 1998 – I Woke Up Early the Day I Died
- 1998 – Mördande legender
- 1998 – Around the Fire
- 1999 – What We Did That Night
- 1999 – En djävulsk romans
- 1999 – American Pie
- 1999 – Body Shots
- 2000 – G vs E (TV-serie) (ett avsnitt)
- 2000 – Dr. T och kvinnorna
- 2001 – Just Visiting
- 2001 – Josie and the Pussycats
- 2001 – American Pie 2
- 2002 – Van the Man
- 2003 – Devil's Pond
- 2003 – My Boss's Daughter
- 2003–2005 – Scrubs (TV-serie) (elva avsnitt)
- 2004 – Knots
- 2004 – Quintuplets (TV-serie) (ett avsnitt)
- 2005 – Hitched
- 2005 – Alone in the Dark
- 2005 – Silent Partner
- 2005 – The Crow: Wicked Prayer
- 2006 – Incubus
- 2007 – If I Had Known I Was a Genius
- 2007 – 7-10 Split
- 2008 – Clean Break
- 2008 – Senior Skip Day
- 2008 – Vipers
- 2010 – Last Call
- 2011 – The Big Lebowski 2
- 2011 – The Fields
- 2012 – American Reunion
- 2013 – Sharknado
- 2014 – The Hungover Games
- 2014 – Sharknado 2: The Second One
- 2015 – Charlie's Farm
- 2015 – Sharknado 3: Oh Hell No!
- 2016 – Sharknado: The 4th Awakens
- 2017 – Sharknado 5: Global Swarming
- 2018 – The Last Sharknado: It's About Time